# Lesley Ashburner
Lesley Ashburner (né le 21 octobre 1883 à Philadelphie et décédé le 12 novembre 1950 à Bethesda) est un athlète américain spécialiste du 110 mètres haies. Son club était le Cornell Big Red.

## Biographie

### Palmarès
| Date | Compétition           | Lieu        | Résultat | Performance |
| ---- | --------------------- | ----------- | -------- | ----------- |
| 1904 | Jeux olympiques d'été | Saint-Louis | 3e       | 16 s 4      |

### Records
| Épreuve         | Performance | Lieu | Date |
| --------------- | ----------- | ---- | ---- |
| 120 yards haies | 15 s 6      |      | 1904 |